# Sornià
Sornià (l'endònim occità: Sornhan i el topònim oficial en francès: Sournia) és una vila i municipi de la comarca de la Fenolleda, al departament dels Pirineus Orientals. Era la capital del cantó de Sornià, actualment suprimit.

## Lavila
La vila de Sornià, cap de cantó, es troba a 540 m d'altitud, a la vora esquerra de l'Adasig, formada per dos nuclis o barris, la Vila (on hi ha l'antic castell i parròquia) i el Puig (Lo Puch, esmentat el 1750), mig km aigua amunt del riu. Va esdevenir lloc de residència i estiueig l'últim quart de segle xx per l'anomenada del seu clima. L'antic castell de Sornià, al mig de la vila, fou bastit en una bona part als segles xvi i xvii, però, venut al municipi al començament del segle xx, fou lamentablement destruït al seu interior se'n feren habitatges) i resta, en mal estat, només la carcassa. L'església parroquial de Santa maria és un edifici del segle xvii.

## El terme
El terme municipal de Sornià, de 29,99 km² d'extensió, es troba al sud de la comarca, al límit amb el Conflent, estès als vessants septentrionals del pic del Rosselló (1,314 m) i comprèn un sector de la vall mitjana de l'Adasig. Enclou la vila de Sornià, únic nucli de població agrupada, els antics llocs i castells d'Arçà, Corbós i Castellàs de Sornià, les esglésies de Santa Felicitat i Sant Miquel i altres vestigis històrics. Limita amb els termes confletans de Mosset, Molig i Eus (S) i els fenolledesos de Campossi (SE), Trevillac (E), Prats de Sornià (NE), el Viver (NO) i Rebollet (O). L'eix principal de comunicació és la carretera D-619, de Sant Pau de Fenollet a Prada, i altres de més secundàries que surten de la vila vers poblacions veïnes de la comarca.

## El territori
Les altituds més grans són a migdia, als vessants de la serra que separa la comarca del Conflent, encara que els cims culminants (l'esmentat pic del Rosselló, el roc de la Dona o els de les Quaranta Creus i de Tolosa) són ja fora del terme estricte de Sornià, bé que el dominen pel S i l'O: és un alt nivell d'erosió dins granits d'època primària, tradicionalment zona de pastura que a finals del segle xx es tornà a reutilitzar. Una sèrie d'esquenes baixen cap al N. vers l'Adasig (riu Desix, en francès), separades per profunds comals; damunt cada esquena si assenta un gran mas o un antic nucli de població (Arçà, Corbós). L'estreta vall de l'Adasig dibuixa una sèrie de meandres encaixats dins un granit molt alterat. Des de l'esmentada serra meridional, límit històric entre Catalunya i Occitània, que forma part del massís granític dit Queragut-Millars, baixa la ribera de La Ferrèra vers l'Adasig, que procedent de Rebollet creua el terme pel seu sector N en direcció O-E. Una gran falla, que va de Rebollet a Sornià i a l'entrada del congost de l'Adasig, delimita al sud la zona dels Pirineus axials que acabem de descriure i, al nord, la zona de coberta pirenaica que s'estén des de la zona deprimida on s'assenta la fins a la carena que separa les valls de l'Adasig i de la Matassa, entre el coll de L'Espinàs i el de Ventafrida, que gairebé sobrepassa el metre, on apareixen els primers faigs del gran bosc de Borssavila.

## La pagesia
Claps de bosc als comals, garrigues i brolles (cist) i erms, vulnerables als incendis, ocupen una bona part del territori: són les antigues zones de pastura, abandonades, o de bosc, en regressió. A Coma Ovella i a Torra Major hi ha repoblacions de coníferes. La superfície agrícola és molt minsa ocupant un petit tant per cent del terme, amb dues-centes i escaigs ha, i més d'una trentena d'explotacions, situades bàsicament prop de la vall de l'Adasig: prop d'una desena d'arbres fruiters, i més d'una seixantena de vinyes (amb una quarantena de denominacions d'origen controlada i la resta d'altres vins: hi ha una petita cooperativa vitícola), 2 ha d'hortalisses, 9 ha de cereals i 128 de prats i farratges. La cria de bestiar compta amb més d'un centenar de caps de boví, en expansió, uns 500 caps d'oví i uns 50 caps de cabrum.

## Història
Des del 950, la butlla papal d'Agapit II a favor de Cuixà confirmava a aquest monestir la possessió d'un alou in Sorniano, alou que el comte Sunifred II de Cerdanya augmentà, al seu testament del 956, pel llegat d'allò que posseïa in Tabernulas et Sauriniano, amb les seves pertinences, i la butlla de Sergi IV de 1011, detallava també les possessions de l'abadia a la vall de Sornià, és a dir la villa dita Valleta, en tota integritat, amb els seus límits i llocs adjacents, amb l'església de Sant Miquel, l'església de Sant Pere situada a Tavernulas amb el seu alou, altres alous al mateix lloc, igualment l'església de la Santa Felicitat situada in Castellione, amb els seus alous, i encara un alou in Uxones (Echós): Encara el 1020 el testament sacramental del comte Barnat Tallaferro de Besalú contenia un llegat a favor de Cuixà del seu alou de Tavèrnoles, a la vall de Sornià. Al segle xii el vescomte de Fenollet i els membres de la família senyorial de Sornià, vassalls seus, afavoriren la implantació de l'orde dels templers a Sornià: donació de drets a Corbós el 1141 pel vescomte Udalgar; béns a Sornià i delmes a Corbós per Arnau de Sornià (1142); l'honor de Santa Eugènia d'Echós (Santa Eugenia de Uxonis) el 1188 per Hug de Sornià, que es feu templer. El 1438/39 la senyoria de Sornià es trobava en mans de Pere Ramon de Montesquiu, consenyor de Bellestar, Caladroer i Tornafòrt, i al segle xvii eren els Casteràs els senyors de Sornià.

## Llocs per visitor

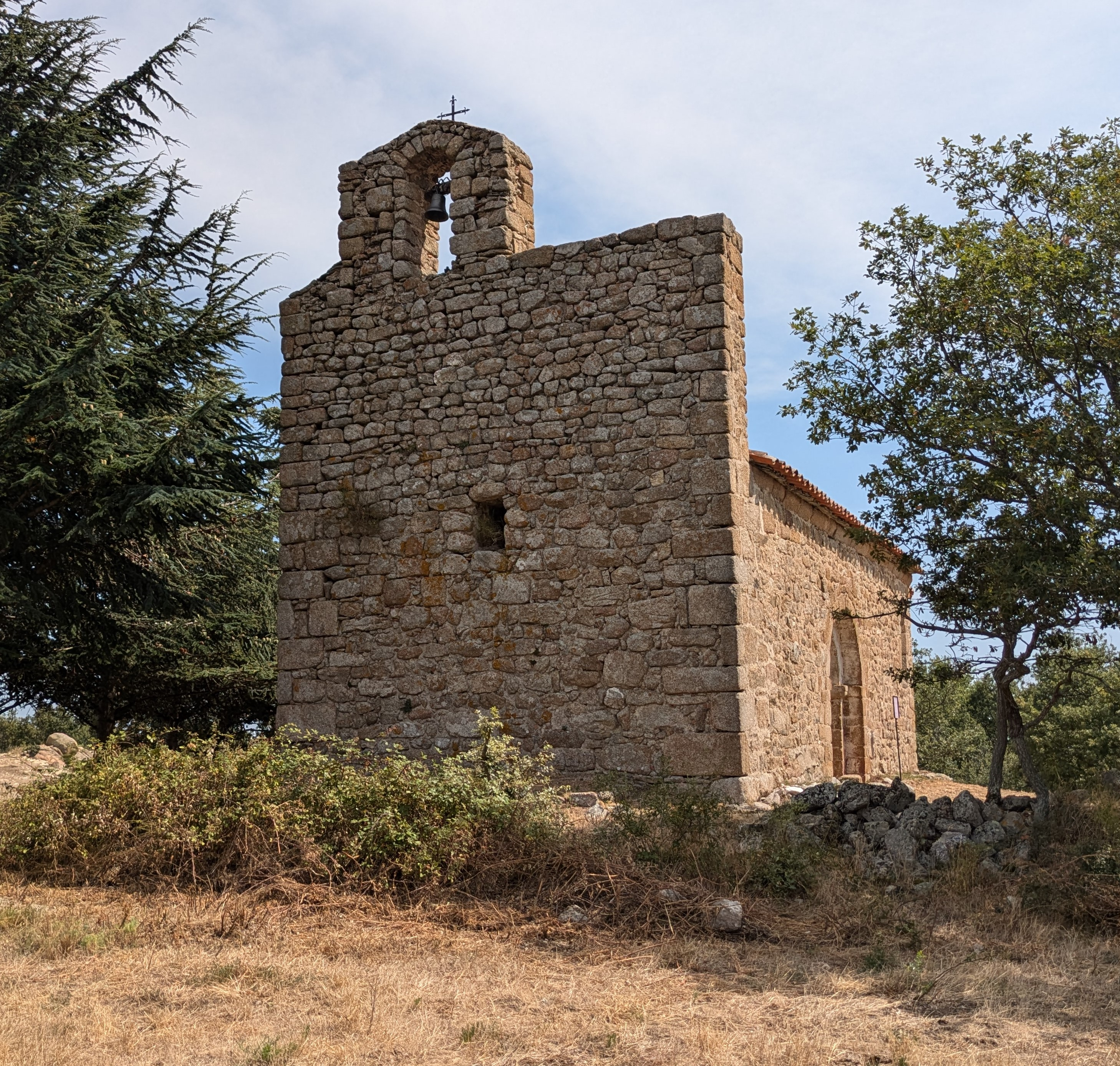
L'església romànica de Sant Llorenç

L'antic lloc d'Arçà (villa Arcanis el 1011) se situa uns 3 km al SO de la vila, enlairat al sector més muntanyós, dominat al sud pel roc de l'Agla. Havia estat donat al monestir de Sant Pere de Fenollet pel comte Bernat Tallaferro, donació confirmada per la butlla de Sergi IV del 1011. Resten imponents murs de l'antic castell d'Arçà (una torre rectangular i murs amb espitlleres del tipus dit carolingi), situat en un replà, restes que semblen del segle xii (el castell fou ocupat el 1374 en les incursions que els routiers feren a la Fenolleda) i consta aleshores com a castrum Arsan. Uns 300 m a ponent hi ha la petita i bella església de Sant Llorenç, romànica (segle xii).
Més a llevant, entre Arçà i Sornià, hi ha les ruïnes de l'antic castell de Corbós (Curbones el 1011), prop del torrent de Comabella, damunt un esperó rocós, prop d'un grup de construccions —més a ponent— al voltant del Mas de Corbós, amb la petita església romànica del segle xii (els vestigis del castell de base rectangular, semblen del segle xi). Corbós fou el bressol del llinatge dels Corbons, molts membres dels quals foren templers.
Al llevant de la vila, prop de l'Adasig i del límit municipal amb Campossí, hi ha l'antic territori de Sechà, sense cap vestigi de l'antiquíssim castell d'aquest nom castrum Sixanum, el 989; Castellio, el 1011); pertanyia al seu terme l'església de Santa Felicitat, petita església preromànica de nau única, que depenia de Cuixà ja l'esmentat any 1011.

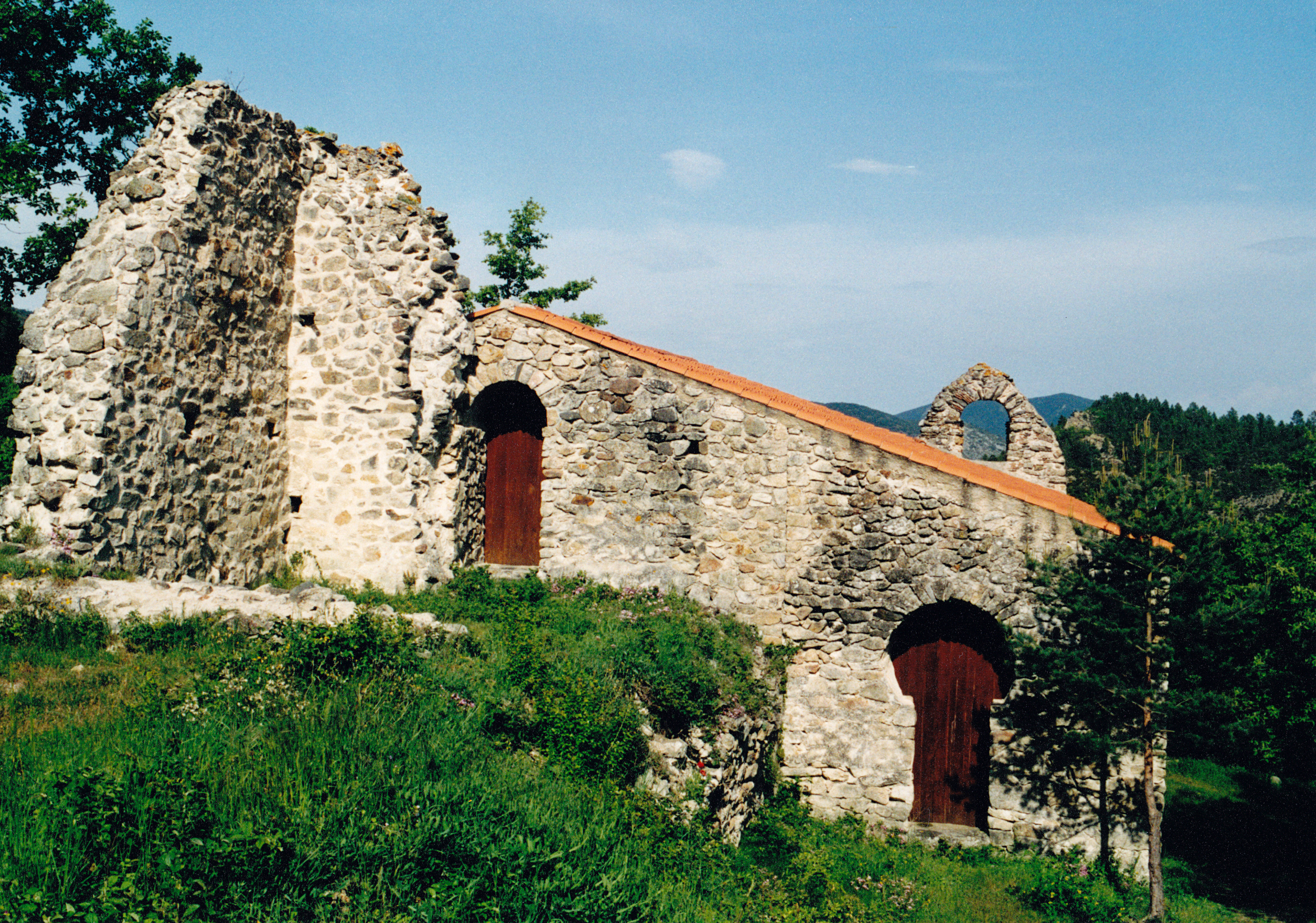
Església preromànica de Sant Miquel

A ponent de la vila es troben les restes d'una altra església preromànica, la de Sant Miquel, amb una nau primitiva que es podria remuntar als segles xviii o xix i un de col·lateral del segle x; també depenia de Cuixà al segle x. De Tavèrnoles, una altra dependència de Cuixà dels del segle x. no resta cap vestigi de la seva església de Sant Pere, citada el mateix 1011. A l'esquerra del camí de Rebollet, a la part de ponent del terme, i el lloc d'Echós, mencionat el mateix 1011, on hi hagué una església dedicada a Santa Eugènia, donada als templers el 1188.

## Cantó n. 15
Actualment, juntament amb les viles catalanes d'Estagell, Ribesaltes i Salses i les occitanes de Sant Pau de Fenollet i la Tor de França, a més dels pobles catalans d'Arboçols i Tarerac, de la comarca del Conflent, i les Cases de Pena, Espirà de l'Aglí, Montner, Òpol i Perellós, Talteüll i Vingrau, de la del Rosselló, i dels occitans d'Ansinyà, Bellestar, Campossí, Caramany, Cassanyes, Caudiers de Fenollet, Centernac. l'Esquerda, Felluns, Fenollet, Fossa, Lançac, Maurí, Pesillà de Conflent, Planeses, Prats de Sornià, Prunyanes, Rasigueres, Rebollet, Sant Martí de Fenollet, Trevillac, Trillà, Virà i el Viver forma part del cantó número 15, de la Vall de l'Aglí (nou agrupament de municipis fruit de la reestructuració cantonal feta amb motiu de les eleccions cantonals i departamentals del 2015), amb capitalitat a Ribesaltes.

## Geografia

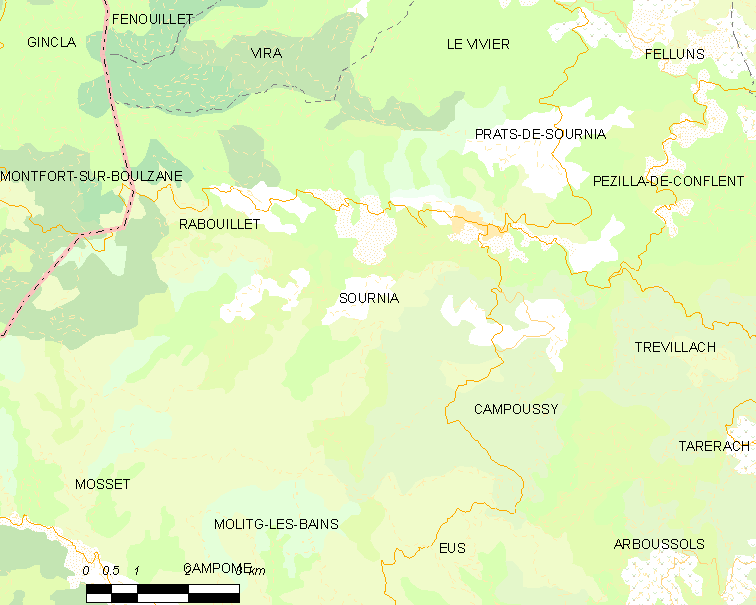
Mapa de la comuna de Sornià

## Administració i política

### Alcaldes
| Alcalde      | Període     |
| ------------ | ----------- |
|              |             |
| Louis Vidal  | 1967-1973   |
|              |             |
| René Delonca | 1995 - 2001 |
| Paul Blanc   | 2001 -      |

## Serveis comunals mancomunats
Sornià forma part de la Comunitat de comunes de Conflent - Canigó, amb capitalitat a Prada, juntament amb Prada, Arboçols, Campome, Campossí, Canavelles, Castell de Vernet, Catllà, Clarà i Villerac, Codalet, Conat, Cornellà de Conflent, Escaró, Espirà de Conflent, Estoer, Eus, Finestret, Fillols, Fontpedrosa, Fullà, Jóc, Jújols, Marqueixanes, els Masos, Mentet, Molig, Mosset, Noedes, Nyer, Oleta i Èvol, Orbanyà, Orellà, Pi de Conflent, Rià i Cirac, Rigardà, Saorra, Serdinyà, Soanyes, Tarerac, Taurinyà, Toès i Entrevalls, Trevillac, Vallestàvia, Vallmanya, Vernet, Vilafranca de Conflent i Vinçà.

## Demografia
La població medieval era de 34 focs a Sornià i 7 a Arçà. El 1784 Sornià tenia 800 habitants (amb 12 teixidors, 3 sabaters, 2 sastres, 2 capellers, 2 fusters, 2 paletes, 2 sedassers, 4 ferrers); el fogatjament del 1759 dona 186 focs (1 batlle perpetu i 3 cònsols) i el del 1789, 160 focs. Havia pujat a 975 habitants el 1834, estabilitzats el 1861, i des d'aleshores la població minva; 686 h el 1891, 410 el 1926, 347 el 1954, i així de mica en mica fins a arribar el 1975 en què torna a començar un minso augment anual fins a arribar als 498 del 2015, mercès a la instal·lació d'agricultors joves, una empresa de fabricació d'elements d'electrònica i una residència clínica per a jubilats, que s'afegeixen a una casa de repòs, i a l'extracció de marbre destinat a la fabricació de pols de marbre. El turisme, en desenvolupament, compta amb diverses residències rurals i un càmping.

Població 1962-2008